# Henry Brown (Lithograf)

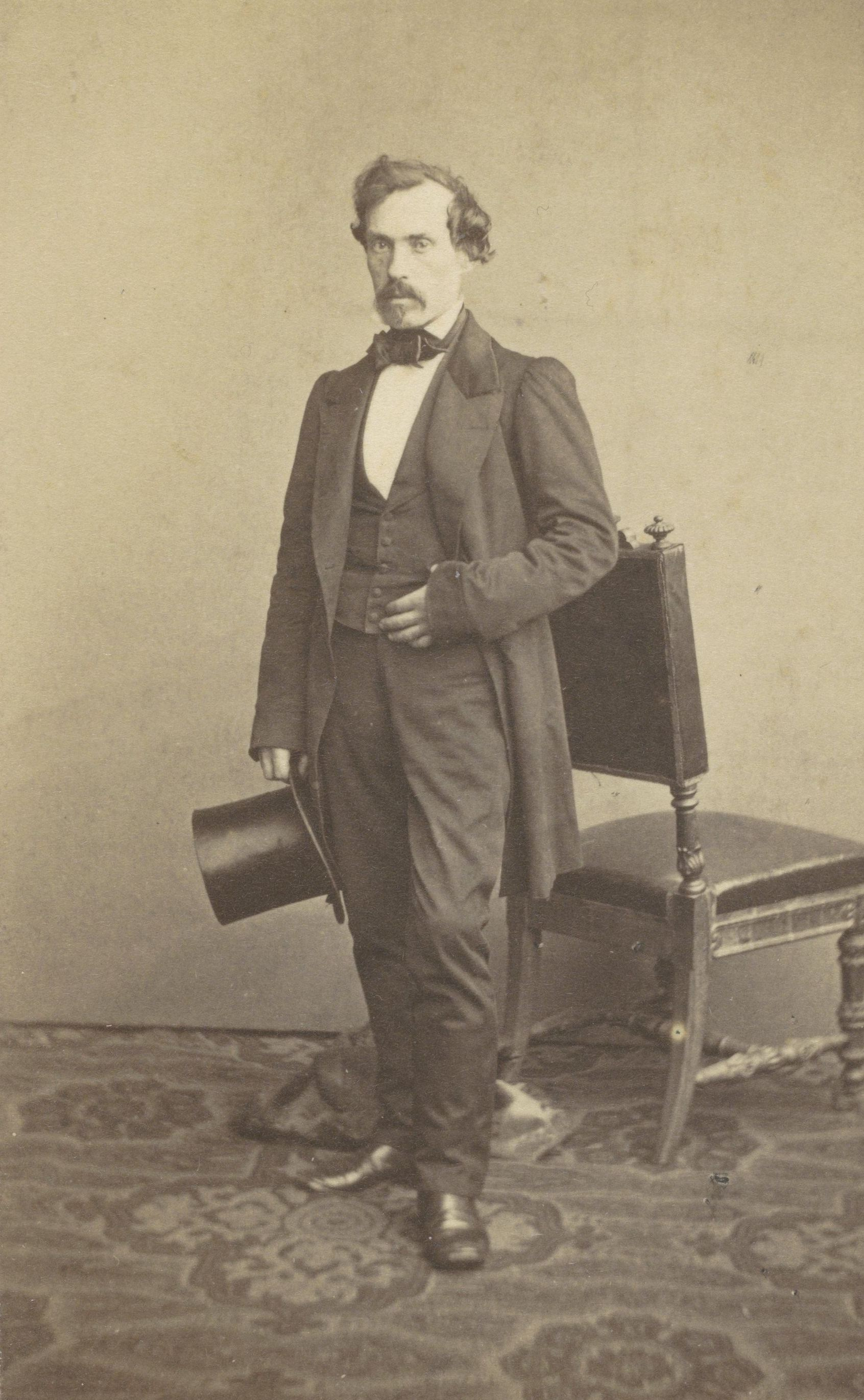
Henri Brown, nach 1854, fotografiert von Joseph Dupont (1818–1901)

Henry Brown, auch Henri Brown (* 3. April 1816 in York, Vereinigtes Königreich Großbritannien und Irland; † 2. Februar 1870 in Borgerhout bei Antwerpen, Belgien), war ein belgischer Grafiker und Hochschullehrer englischer Herkunft.

## Leben

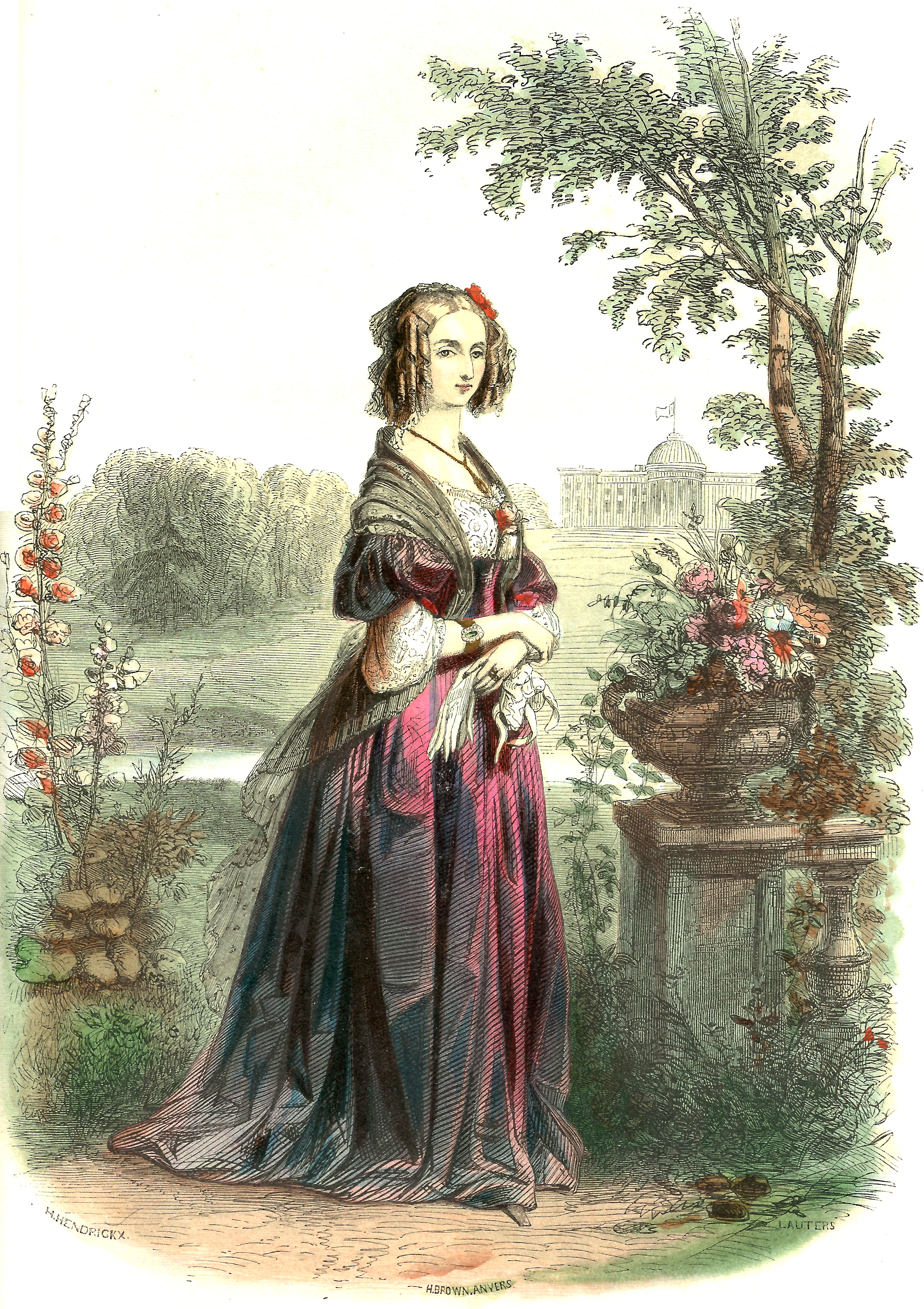
Louise von Belgien, Holzstich von Brown nach Paul Lauters (1806–1875), 1854

Brown war jüngerer Bruder des Londoner Goldschmieds und Tafelgeschirrmachers William Brown (1814–1877). Er war ab 1833 in London tätig, um 1835 in Paris. In den Jahren von etwa 1837 bis 1839 war er Mitarbeiter des Holzschneiders J. C. Beneworth in Brüssel. Auch nahm er an der dortigen École royale de gravure eine Stelle als Lehrer an. Am 28. Mai 1839 heiratete er in Brüssel Flora Dewasme, die Schwester des Lithografen und Verlegers Antoine Dewasme-Plétinckx. In den Jahren 1840/1841 arbeitete er als Lehrer der Holzschneiderschule in Den Haag. 1842 wurde er Professor für Formschneidekunst der Antwerpener Akademie.